# Climat du Cameroun
Le climat du Cameroun partage deux domaines de climat, le domaine équatorial et le domaine tropical.

## Climat du pays
Au Nord en moyenne par la limite méridionale de la zone C, l'année est partagée en une saison sèche et une saison des pluies (climat tropical), et au Sud, en deux saisons sèches et en deux saisons des pluies (climat équatorial).
Le climat de Yaoundé, est tropical, bien que tempéré par l'altitude, avec une saison sèche depuis la mi-novembre jusqu'à la mi-mars et une saison des pluies de mars à novembre. Les pluies diminuent un peu en juillet et août, bien que le ciel soit souvent nuageux.
On trouve deux climats bien distincts au Cameroun : le climat équatorial (chaud et humide) au Sud du Cameroun, et le climat tropical (chaud et sec) au Nord du Cameroun.
A Yaoundé, le cycle des saisons est le suivant :
- Zone B, depuis la mi-novembre jusqu'à la mi-mars : grande saison sèche ;

- Zone C, jusqu'au début du mois de juillet : première saison des pluies ;

jusqu'à la mi-novembre : deuxième saison des pluies ;
- Zone D, jusqu'à la fin du mois d'août : petite saison sèche.

A Maroua, le cycle des saisons est le suivant :
- Zone A, depuis la mi-novembre jusqu'à la fin du mois de février : saison sèche ;

- Zone B, jusqu'à la fin du mois d'avril : saison sèche ;

- Zone C, jusqu'au début du mois d’octobre : saison des pluies.

Reparti en deux domaines de climat, le Cameroun possède quatre climats.

### Domaine équatorial
Il comporte le climat guinéen et le climat camerounais.

### Domaine tropical
Il comporte le climat tropical Soudanien et le climat tropical Sahélien.

## Température
Le Cameroun est situé dans la zone intertropicale. Il s'agit d'un pays chaud. Les températures annuelles varient de 20 à 28 degrés. La température s'accroît, partant du Sud vers le Septentrion.

## Changement climatique
Au Cameroun, il existe un Observatoire National sur les Changements climatiques créé par décret n°2009/410 du 10 décembre 2009. Il devient opérationnel par décrets N°2015/512, N°2015/513 du 16 novembre 2015 et N°2016/191 du 11 avril 2016, qui procèdent respectivement à la désignation du Président du Conseil d’Orientation, du Directeur, du Directeur Adjoint et des Membres du Conseil d’Orientation de l’ONACC

### Actions climatiques
Face aux inondations, le gouvernement camerounais à travers Ministère de l'Économie, de la planification et de l'aménagement du territoire sur initiative du président Paul Biya lance en 2013 le Projet d’urgence de lutte contre les inondations.

### Inondations

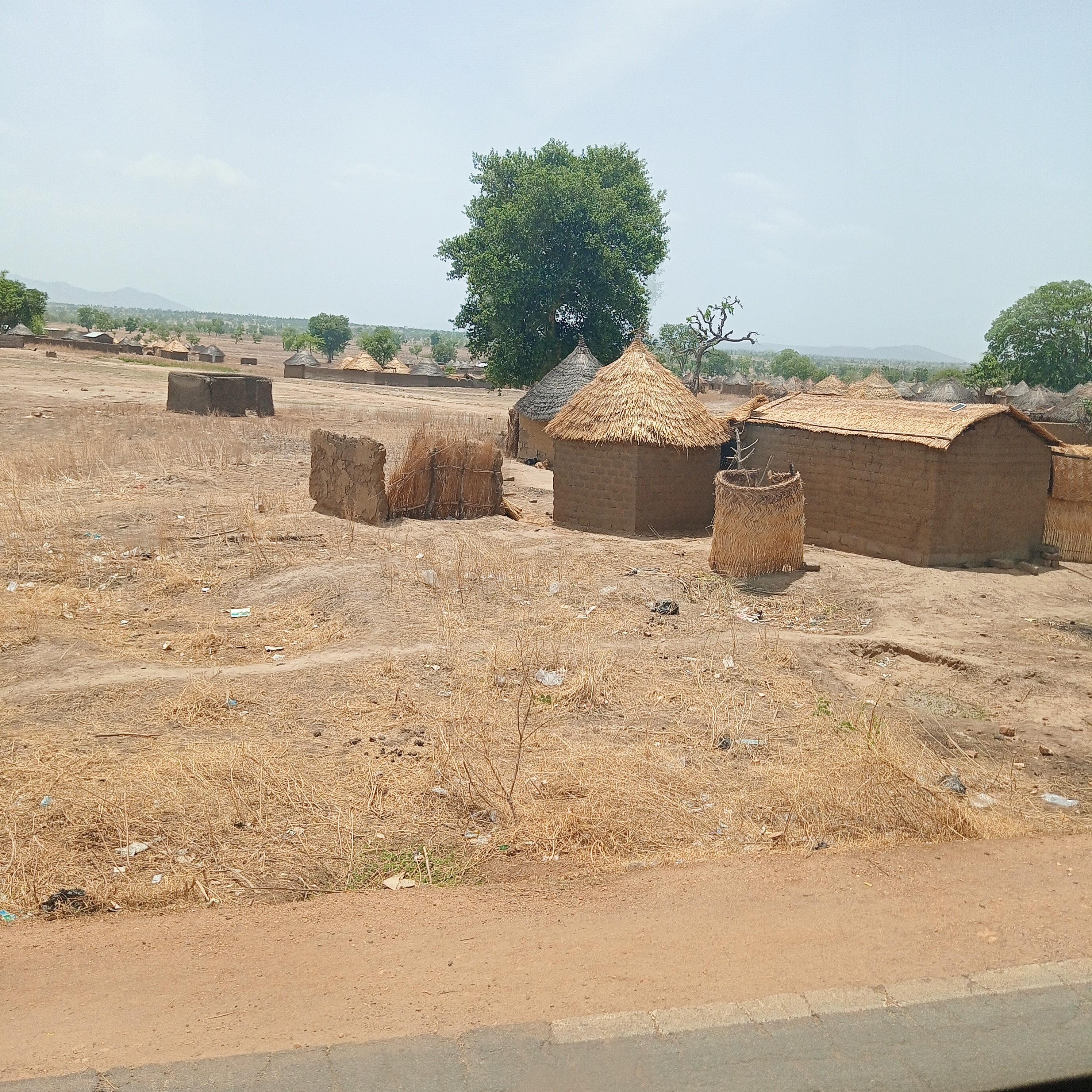

## Voir également